# Bataille de Marj Dabiq
La bataille de Marj Dabiq, appelée aussi bataille de Mercidabik par les Turcs, est une bataille entre les Mamelouks et les Ottomans qui s'est déroulée à 44 km au nord d'Alep (Syrie) le 24 août 1516 et qui a marqué la suprématie des Ottomans.

## Le contexte

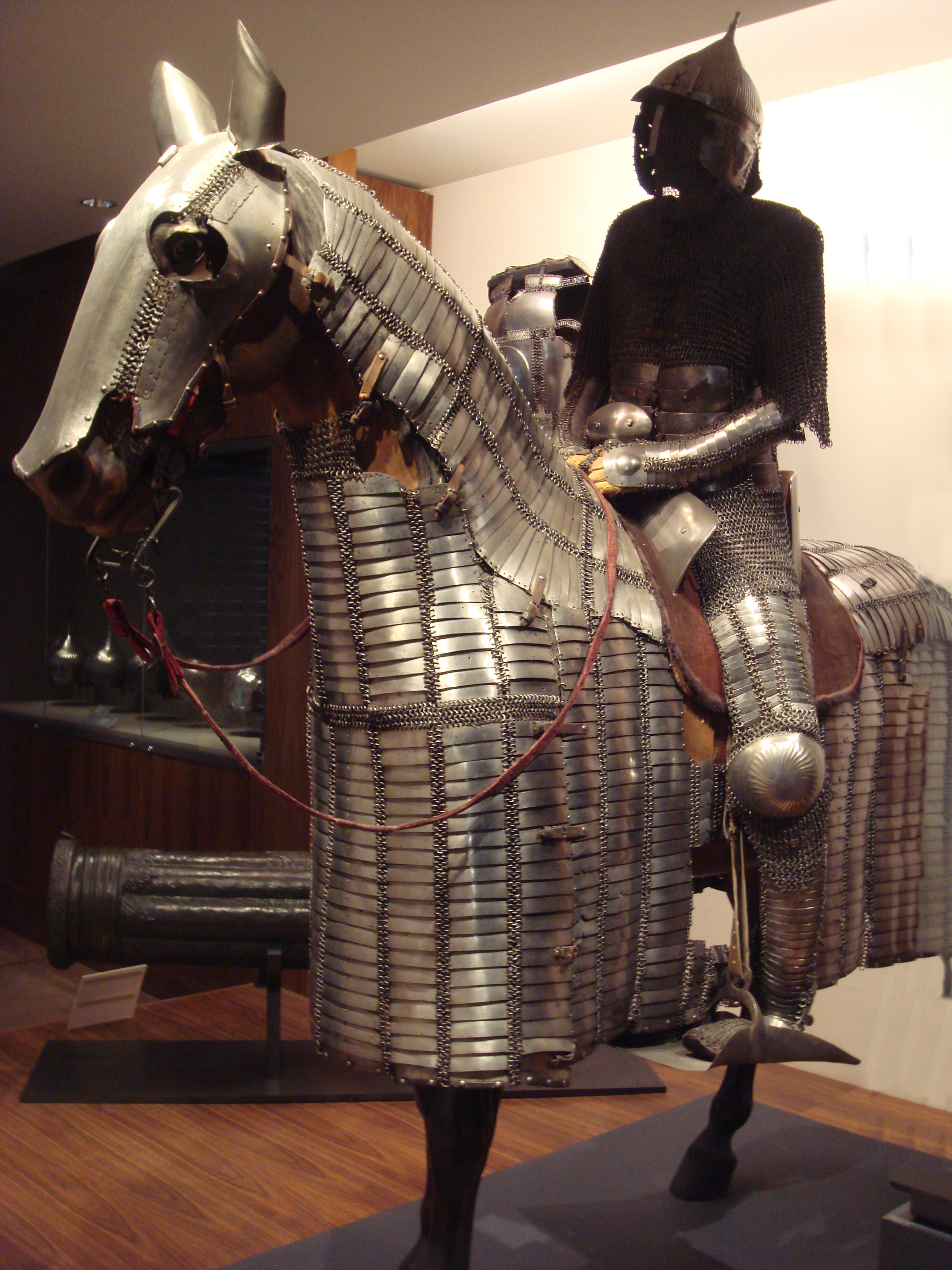
Cavalier Ottoman mamelouke vers 1550

En 1500, les Mamelouks ont subi une défaite en mer Rouge contre les Séfévides qui règnent alors en Perse et qui se réclament de l'islam chiite. En 1511, le sultan mamelouk Qânsûh al-Ghûrî reçoit l'aide des Ottomans qui lui envoient des canons, de la poudre et des équipages pour se défendre en mer Rouge. La même année, Qânsûh al-Ghûrî a créé un corps de fusiliers appelé le « cinquième corps » recruté en dehors de la tradition des Mamelouks. Les retards de versement de la solde aux Mamelouks provoque des mutineries. Les Mamelouks accusent Qânsûh al-Ghûrî de favoriser les nouveaux recrutés et de remplir les caisses à leur seul profit. À la même période, les Portugais ont ouvert la route vers les Indes et leur présence dans l'Océan Indien représente une menace contre l'Arabie et les lieux saints de l'islam. Les Mamelouks, chargés de leur garde, ne semblent plus tout à fait en mesure de l'assurer.
En 1512, le trône ottoman est occupé par Selim Ier Yavuz. En 1514, la bataille de Tchaldiran oppose les armées du sultan ottoman Selim Ier Yavuz à celles du chah séfévide Ismail Ier. Les Mamelouks ne sont pas venus soutenir les Ottomans. Avec cette victoire, l'armée ottomane a fait la démonstration de l'efficacité de son artillerie contre des armées traditionnelles. Elle a permis aux Ottomans d'étendre leur domaine à toute l'Anatolie. Après avoir pris Tabriz, la capitale des Séfévides, les Ottomans ont dû se replier par crainte de l'hiver et à cause des problèmes de ravitaillement provoqués par l'éloignement de leurs bases. Ils abandonnent leur artillerie à Tabriz. Néanmoins, après cette bataille, l'empire Perse n'est plus une menace pour les Ottomans qui peuvent s'attaquer à leurs rivaux les Mamelouks.
En mai 1516, le sultan mamelouk Qânsûh al-Ghûrî est parti du Caire pour rejoindre Alep au nord de la Syrie, il y arrive le 10 juillet après avoir fait halte à Damas puis à Homs et Hama. À Damas, Qânsûh al-Ghûrî fait une entrée fastueuse dans la ville en exhibant sa richesse en compagnie du calife abbasside. À Alep, il met son trésor à l'abri dans la citadelle. Il préparait cette expédition depuis un an en prévision de l'attaque ottomane car la région était devenue frontalière avec le domaine ottoman depuis l'année 1514.

## La bataille
Le 20 août 1516, l'armée mamelouke est partie d'Alep pour installer son campement dans la plaine au nord de la ville. Le 25 août, Qânsûh al-Ghûrî dispose ses armées en ordre de bataille. Le premier engagement semble favorable aux mamelouks, mais les jeunes recrues restées à l'arrière ne se montrent pas très combatives. Le gouverneur d'Alep, Khaïr Beg, commandant de l'aile gauche, fait défection avec toutes ses troupes tandis que les Ottomans chargent avec leurs armes à feu. Le sultan Qânsûh al-Ghûrî, âgé de soixante dix-huit ans décède. Son corps est abandonné sur place.
Le 29 août, les Ottomans pénètrent dans la citadelle d'Alep abandonnée par son gouverneur mamelouk. Sélim Ier s'empare du trésor que Qânsûh al-Ghûrî y avait laissé.
Le calife Al-Mutawakkil III est traité respectueusement par le vainqueur mais il est emmené en captivité à Istanbul avec tous les autres notables.

## Conséquences
Sur le plan militaire, l'usage des armes à feu et de l'artillerie devient la règle dans les batailles.
Sur le plan politique, la suprématie ottomane est affirmée, la Syrie et l'Égypte font désormais partie de l'empire.
Sur le plan religieux, le califat abbasside est aboli et Selim Ier instaure le califat ottoman qui perdurera jusqu'en 1924.